# Akilbenza
Akilbenza est un village du Cameroun situé dans le département du Haut-Nyong et la région de l'Est.
Il fait partie de la commune de Nguelemendouka.

## Population
Lors du recensement de 2005, Akilbenza comptait 380 habitants.

## Développement
Selon le Plan Communal de Développement de Nguelemendouka (2012), plusieurs mesures ont été envisagées pour le développement d'Akilbenza.
1. Construction et équipement de 6 salles de classe, la construction de 2 logements d’astreintes des enseignants, la construction de 31 blocs latrines à 3 compartiments, la construction de 32 points d’eau équipés de PMH, l'affectation de 5 enseignants dans l'école primaire d'Akilbenza
2. Réhabilitation de 1 points d’eau à Akilbenza
3. Extension du réseau électrique
4. Aménagement d'un site touristique: chutes d’eau d'akilbenza
5. Construction d'un hangar de marché